# Arganolja

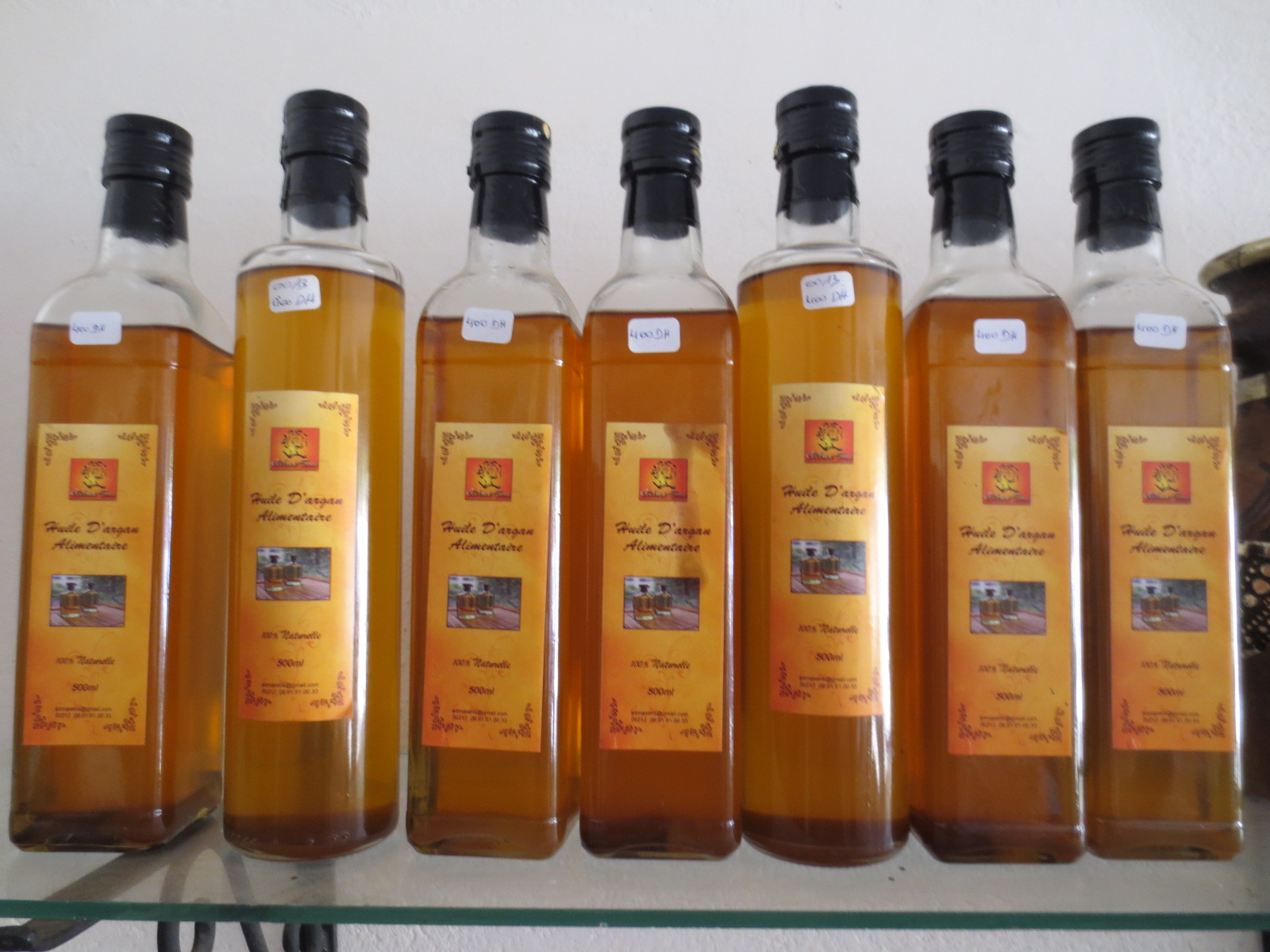
Arganolja i flaskor.

Arganolja är en gul vegetabilisk olja som framställs ur arganträdets frön.
Oljan är rik på vitamin E, antioxidanter och essentiella fettsyror. Oljan används traditionellt som en matolja i det marockanska köket. Den används också som en skönhetsprodukt, bland annat för att motverka uttorkning av huden och för att ge håret styrka och lyster och den kan också användas för att tillverka en gul tvål.
Inom folkmedicinen har oljan använts mot olika hudåkommor, alltifrån akne till vattkoppor och brännsår. Oljan betraktas traditionellt som allmänt hälsosam och även som ett afrodisiakum.
I ursprungsområdet Marocko har oljan använts mycket länge. Oljan var känd av fenicierna och den omnämns i en text om läkemedel av Abu Muhammad ibn al-Baitar från 1219. Arganolja importerades till Europa redan på 1700-talet men kunde inte konkurrera med olivoljan. I slutet av 1900-talet steg arganoljan snabbt i popularitet och pris när dess användbarhet och egenskaper som en skönhetsolja och ingrediens i kosmetiska produkter fick uppmärksamhet internationellt. Oljan betingar mycket höga priser jämfört med de flesta andra vegetabiliska oljorna. De höga priserna beror på arganträdets begränsade förekomst och på att det går åt en stor mängd frukt per liter framställd olja samt på att framställningen är tidskrävande och efterfrågan ökande. För att framställa en liter arganolja behövs det ungefär 35 kg torkad frukt vilket motsvarar cirka 100 kg färsk frukt.

## Tillverkning

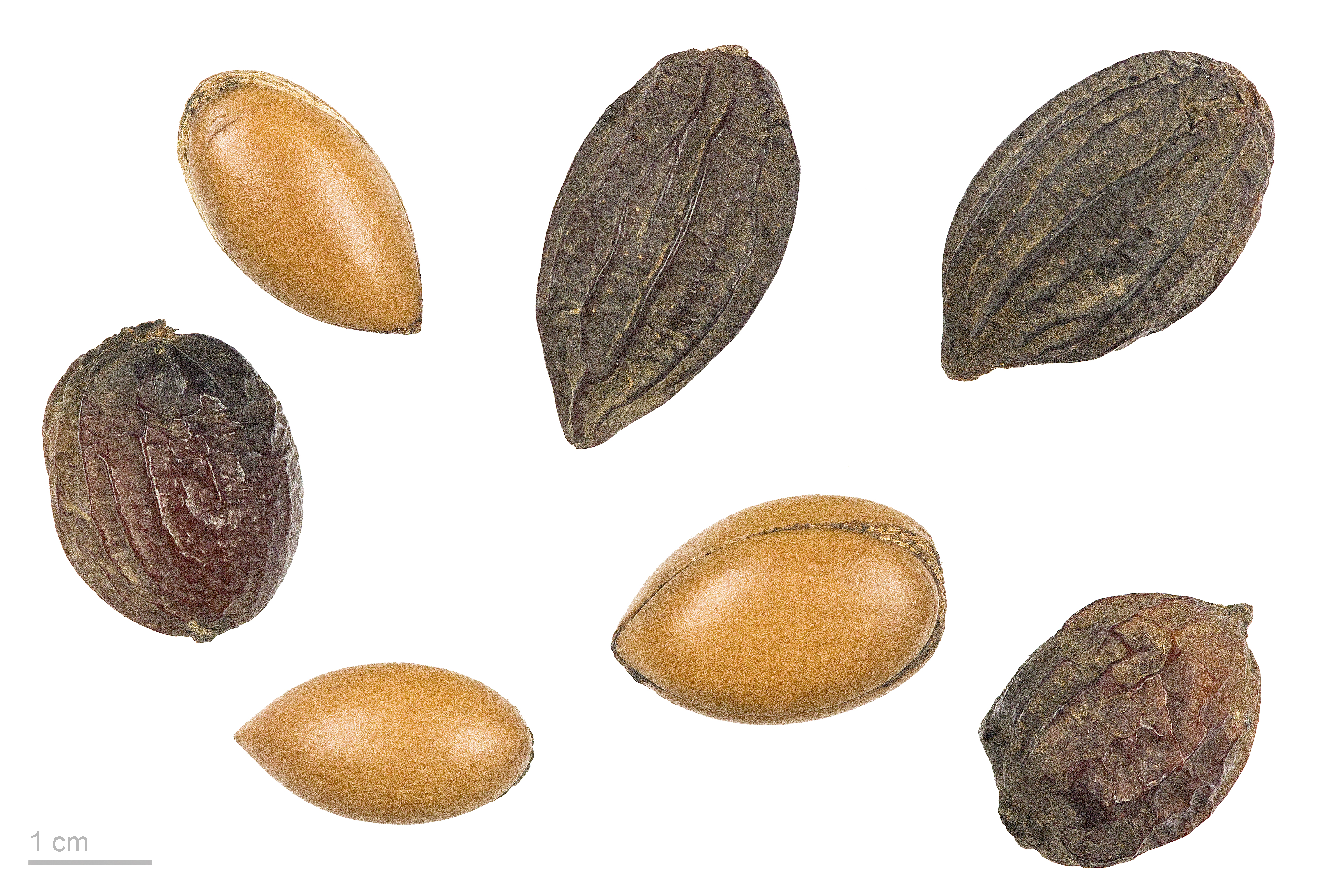
Torkade frukter och kärnor, argannötter.

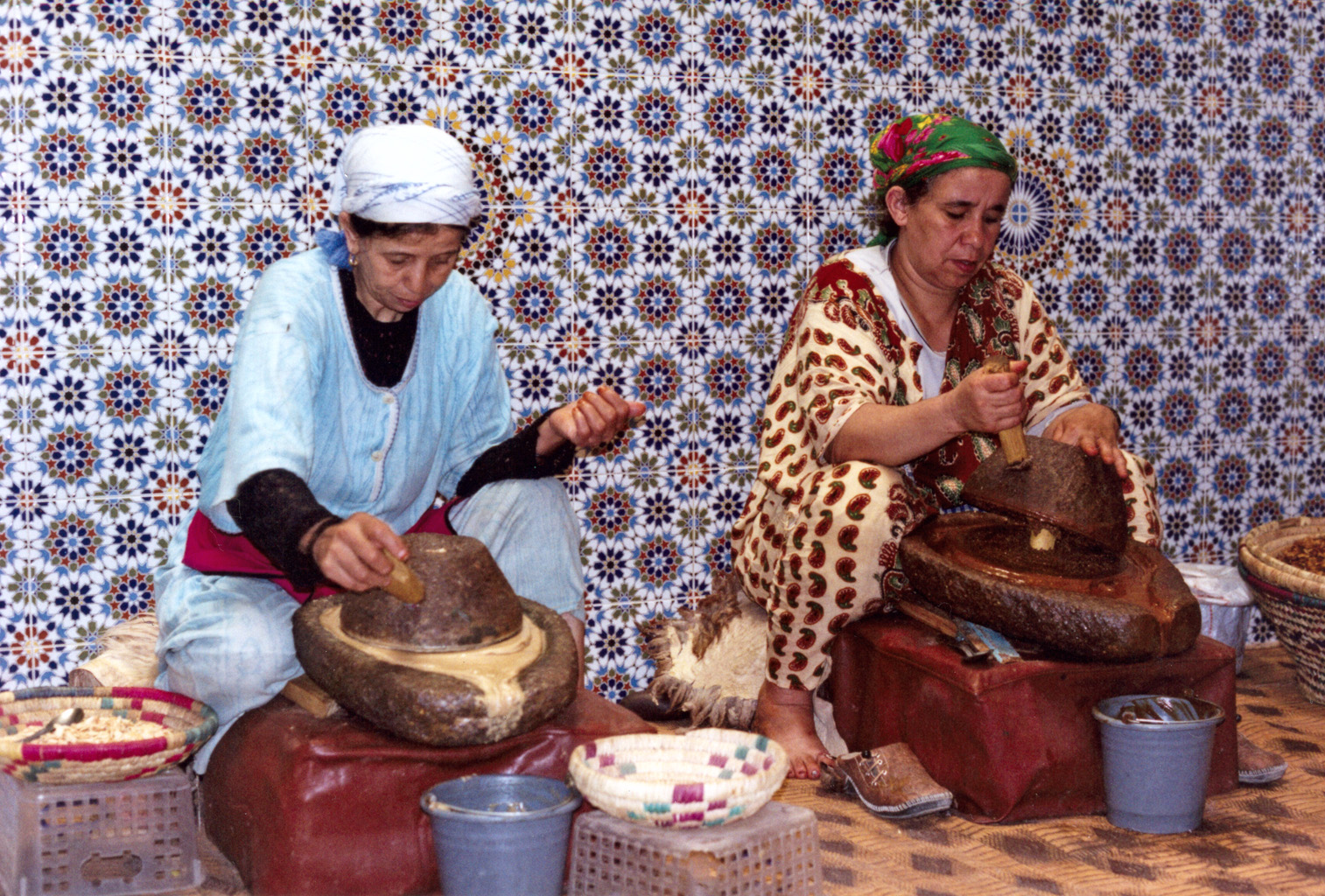
Produktion av arganolja på traditionellt vis, med hjälp av en traditionell kvarn.

Arganolja framställs genom en process i flera steg. Tillverkningen skiljer sig åt på en viktig punkt beroende på ändamålet med oljan; om oljan ska användas som matolja rostas fröna, men om oljan är avsedd som skönhetsolja och kosmetiska ändamål rostas inte fröna, utan kallpressas. Oljan framställs traditionellt för hand av kvinnor, eller delvis för hand i en modernare halvmekaniserad process, när det gäller matolja eller ren skönhetsolja. Kosmetisk olja som blandas i andra produkter tillverkas industriellt. Nedan beskrivs den traditionella manuella tillverkningsmetoden.
Arganfrukterna skördas från mitten av maj till september. Traditionellt skördas frukterna för hand då de faller ned från träden. Detta eftersom de törniga grenarna gör det svårt att för hand plocka frukten från träden. Frukt som är mogen men som ännu inte fallit kan slås ned från grenarna. Frukterna samlas ihop och läggs sedan ut och får torka i solen. Detta eftersom den färska frukten är mycket svår att skala för hand på ett effektivt sätt. Hur länge frukterna får torka kan variera, men det tar minst ett par dagar och 10-15 dagar har ansetts som en optimal tid. Då frukten torkas blir den rynkig och brun och det yttre skalet och fruktmassan blir torrt och sprött och kan då manuellt enklare skiljas från själva kärnan, argannöten. Dessa knäcks, traditionellt för hand av kvinnorna med hjälp av två för ändamålet speciellt formade stenar (en större sten vilken används som underlag och en annan mindre sten som hålls i handen och används för att knäcka kärnorna) för att komma åt fröna inuti. Kvinnorna håller nötterna på underlaget mellan tummen och pekfingret och knäcker dem genom ett kraftig slag med den mindre stenen som de håller i sin andra hand. Vid framställning av matolja är nästa steg att fröna rostas försiktigt, traditionellt över en eld. Rostningen ger oljan dess karaktäristiska smak. Efter rostningen mals fröna i en hemgjord liten stenkvarn, en typ av kvarnsten. Den resulterande brunaktiga trögflytande vätskan bearbetas för hand och ljummet vatten tillsätts tills en degartad massa bildas. Denna knådas (handpressas) tills den släpper ifrån sig en oljig emulsion från vilken oljan sedan kan separeras genom dekantering. Oljan kan renas ytterligare genom filtrering innan den hälls upp på flaskor. Processen är arbetsam och även tidskrävande då det tar 24 timmar att producera en liter olja.
I Marocko har det sedan mitten på 1990-talet bildats flera kvinnokooperativ som både tillverkar och säljer oljan, något som gett landsbygdens kvinnor en möjlighet till egen inkomst. Tidigare, innan kvinnokooperativen började bildas, tillverkades oljan av kvinnor, men männen skötte försäljningen och bestämde över inkomsten. Kooperativen tillverkar numera ofta oljan genom den halvmekaniserade processen, som liknar den traditionella processen förutom att vissa steg i tillverkningen som varit möjliga att standardisera har mekaniserats, såsom rostningen (sker i ugn) och pressningen av fröna (sker mekaniskt). Det har gjort tillverkningsprocessen mindre slitsam och reducerat tillverkningstiden, samt stabiliserat och höjt kvaliteten på oljan. Kooperativen tillverkar matolja och ren skönhetsolja. Då det gäller kosmetisk olja avsedd att blandas i andra produkter för hudvård och hår är det en billigare produkt som tillverkas industriellt i fabriker.
Då getter äter arganfrukterna passerar själva kärnan, argannöten, på grund av dess hårdhet oskadd genom matsmältningen och spottas ut genom idissling. Dessa kärnor används inte för att göra arganolja till matlagning eftersom sådan olja får en besk smak eller för att göra högkvalitativ skönhetsolja eller kosmetisk olja.

## Matlagning
Arganolja räknas som en mycket exklusiv matolja och betingar höga priser. År 2010 låg priset på upp mot 1 000 kronor per liter. Färgen är djup gyllene, ofta med en rödaktig skiftning. Smaken är kraftig, nötaktig och lite skarp. Det är rostningen av fröna som ger oljan den eftersträvade nötaktiga smaken. I Marocko är det vanligt att servera oljan tillsammans med honung till bröd, eller blandad med honung, smör och rostad krossad mandel som amlou, en sorts dipp till bröd. Oljan används också som smaksättare i couscous- och taginerätter och i kött- och fiskrätter. Hållbarheten för oljan är upp till 2 år.

## Kosmetika
Kallpressad arganolja används som en skönhetsolja för hud, hår och naglar och även som en ingrediens i andra kosmetiska produkter, såsom tvål och schampo. Oljan anses motverka uttorkning och åldrande av huden och ge håret styrka, mjukhet och lyster och verka stärkande för naglarna. Oljan finns sällan tillgänglig i den renaste formen då den frekvent beblandas i skönhetsprodukter dock finns det försäljare som säljer denna exklusiva oljan 

## Farmakologi
Inom folkmedicinen har den många påstådda hälsosamma och medicinska egenskaper, bland annat mot hudåkommor skydd för huden. Det finns dokumenterade beskrivningar om beredning i läkemedelssyfte från 1200-talet. Arganoljan började undersökas av modern läkarvetenskap i början av 1970-talet och har sedan sekelskiftet 2000 rönt ett ökat intresse inom farmakologin. Den är bland annat rik på vitamin E, antioxidanter och essentiella fettsyror och innehåller ämnen med kolesterolsänkande egenskaper.
Fall av allergi mot arganolja har rapporterats, allergin beror på närvaron av ett protein som tillhör gruppen oleosiner och som också kan hittas i jordnötter och sesamfrön.